# Rallye d'Allemagne 2017
Le Rallye d'Allemagne 2017 est le 10e rallye du Championnat du monde des rallyes 2017 et la 35e édition de l’épreuve. Il se déroule sur 21 épreuves spéciales. Ott Tänak et Martin Järveoja, au volant d'une Ford Fiesta WRC, remportent le rallye pour ce qui est leur deuxième succès en championnat du monde des rallyes.

## Participants

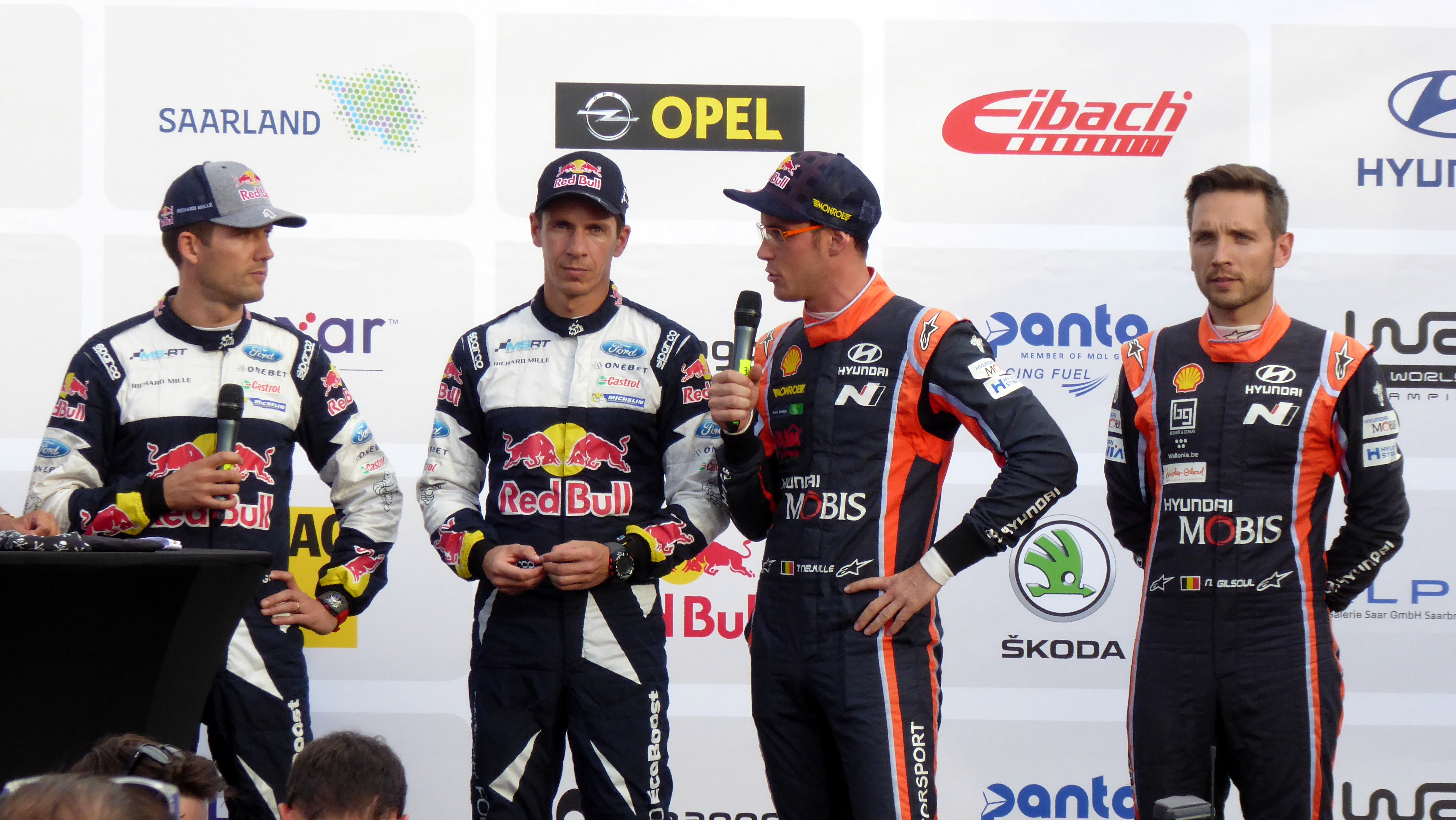
Sébastien Ogier et Thierry Neuville arrivent en Allemagne à égalité de points au championnat.

| Engagés notables | Engagés notables            | Engagés notables | Engagés notables   | Engagés notables   | Engagés notables      | Engagés notables |
| no               | Pilote                      | Classe           | Copilote           | Voiture            | Engagé                | Pneus            |
| ---------------- | --------------------------- | ---------------- | ------------------ | ------------------ | --------------------- | ---------------- |
| 1                | M-Sport World Rally Team    | WRC              | Sébastien Ogier    | Julien Ingrassia   | Ford Fiesta WRC       | M                |
| 2                | M-Sport World Rally Team    | WRC              | Ott Tänak          | Martin Järveoja    | Ford Fiesta WRC       | M                |
| 3                | M-Sport World Rally Team    | WRC              | Elfyn Evans        | Daniel Barritt     | Ford Fiesta WRC       | D                |
| 4                | Hyundai Motorsport          | WRC              | Hayden Paddon      | Sebastian Marshall | Hyundai i20 Coupe WRC | M                |
| 5                | Hyundai Motorsport          | WRC              | Thierry Neuville   | Nicolas Gilsoul    | Hyundai i20 Coupe WRC | M                |
| 6                | Hyundai Motorsport          | WRC              | Dani Sordo         | Marc Martí         | Hyundai i20 Coupe WRC | M                |
| 7                | Citroën Total Abu Dhabi WRT | WRC              | Kris Meeke         | Paul Nagle         | Citroën C3 WRC        | M                |
| 8                | Citroën Total Abu Dhabi WRT | WRC              | Craig Breen        | Scott Martin       | Citroën C3 WRC        | M                |
| 9                | Citroën Total Abu Dhabi WRT | WRC              | Andreas Mikkelsen  | Anders Jæger       | Citroën C3 WRC        | M                |
| 10               | Toyota Gazoo Racing WRT     | WRC              | Jari-Matti Latvala | Miikka Anttila     | Toyota Yaris WRC      | M                |
| 11               | Toyota Gazoo Racing WRT     | WRC              | Juho Hänninen      | Kaj Lindström      | Toyota Yaris WRC      | M                |
| 12               | Toyota Gazoo Racing WRT     | WRC              | Esapekka Lappi     | Janne Ferm         | Toyota Yaris WRC      | M                |
| 14               | M-Sport World Rally Team    | WRC              | Armin Kremer       | Pirmin Winklhofer  | Ford Fiesta WRC       | M                |
| 22               | Jean-Michel Raoux           | WRC              | Jean-Michel Raoux  | Laurent Magat      | Citroën DS3 WRC       | D                |
| 23               | Jourdan Serderidis          | WRC              | Jourdan Serderidis | Frédéric Miclotte  | Citroën DS3 WRC       | M                |
| Source           |                             |                  |                    |                    |                       |                  |

| Clé   | Clé                                                                             |
| Icône | Classe                                                                          |
| ----- | ------------------------------------------------------------------------------- |
| WRC   | Engagés WRC éligibles pour marquer des points au classement constructeurs       |
| WRC   | Engagés majeurs inéligibles pour marquer des points au classement constructeurs |
| WRC   | Enregistrés pour marquer des points dans le Trophée WRC                         |

## Déroulement de l’épreuve

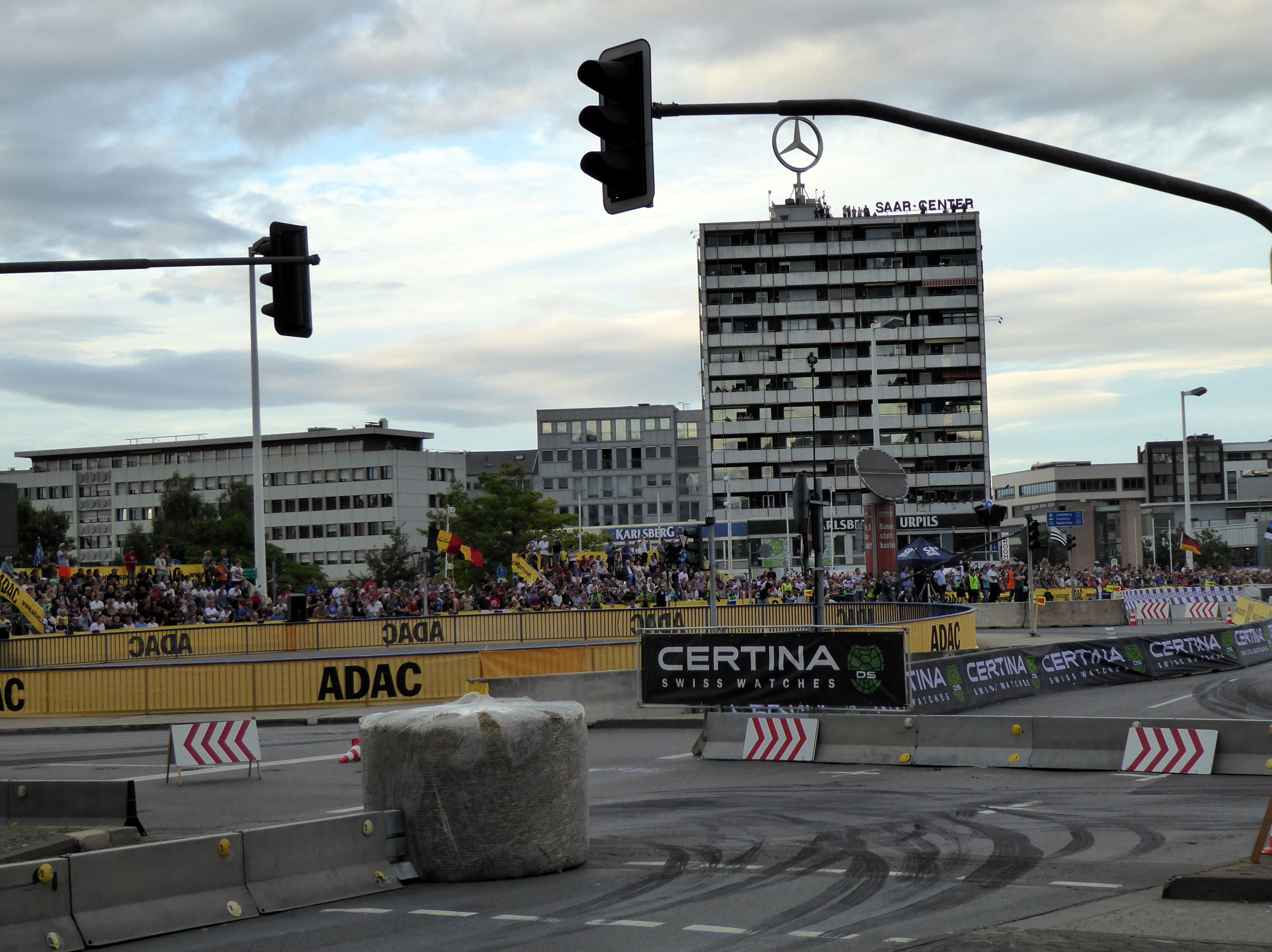
Le caractère sineux de la spéciale de Saarbrücken a piégé Kris Meeke et favorisé les WRC-2.

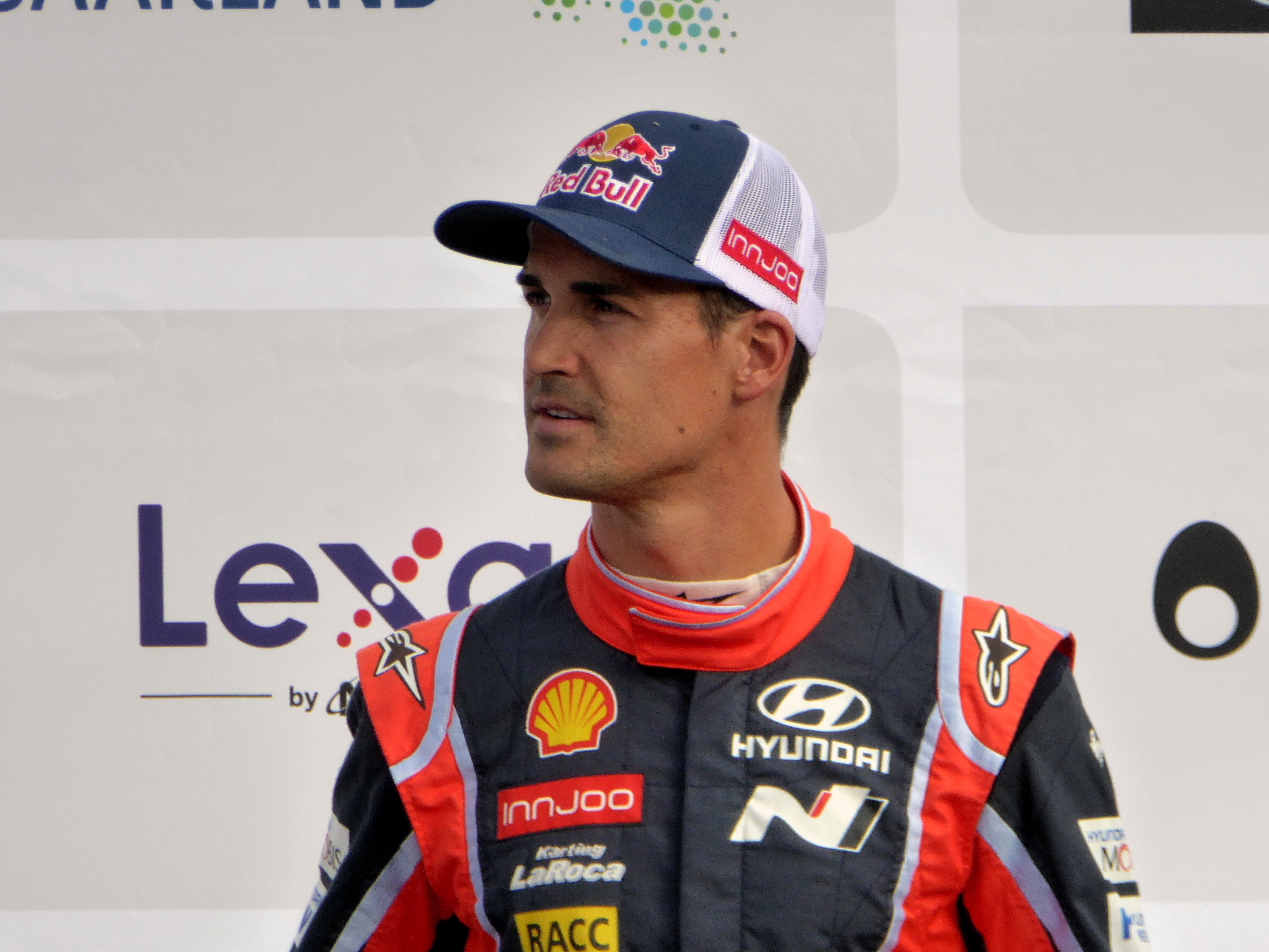
Daniel Sordo, ici au début d'un rallye qu'il va quitter prématurément.

Le rallye débute le jeudi soir par une spéciale urbaine tracée dans la ville de Saarbrücken. Bien que longue de 2 km, elle est le lieu de plusieurs péripéties. En effet, Kris Meeke, pilote Citroën qui n'a connu que deux arrivées dans les points cette saison, commet d'entrée une erreur en touchant un bloc de béton situé à l'intérieur d'un virage, endommageant la direction de la voiture et l'empêchant de terminer la spéciale. Quant au vainqueur de la spéciale, il s'agit de Jan Kopecký, engagé en WRC-2 et qui a devancé les douze WRC du championnat en profitant du tracé sinueux.
La matinée du vendredi va elle aussi être agitée, avec tout d'abord le quadruple champion du monde Sébastien Ogier qui est l'auteur d'un tête-à-queue après un kilomètre de course. C'est ensuite Thierry Neuville, meneur du championnat, et Juho Hänninen, qui sortent de la route et qui font un passage dans les vignes. Jari-Matti Latvala est lui victime d'un problème de puissance moteur qui lui fait perdre plus d’une minute. Enfin, Daniel Sordo, spécialiste de l'asphalte et vainqueur de la deuxième spéciale, sort violemment de la route dans la quatrième, le contraignant à l’abandon. À la mi-journée, c’est Andreas Mikkelsen qui est en tête avec un scratch dans l'ES4, devant Tänak et Ogier.
L'après-midi, les spéciales au programme sont les mêmes que durant la matinée, cependant la configuration de la course est différente puisque juste avant le départ de la première spéciale (ES6), des pluies torrentielles tombent sur le rallye. La stratégie pneumatique devient dès lors prépondérante, et à ce jeu-là, c'est Ott Tänak qui s'en sort le mieux avec ses Maxi Pluie puisqu'il remporte deux spéciales sur les trois proposées, la dernière revenant à Latvala. Ainsi, à la fin de la journée, Tänak est leader, 5 s 7 devant Mikkelsen et 28 s 2 devant Neuville. Sébastien Ogier est quatrième, la faute à un nouveau tête-à-queue dans la dernière spéciale qui lui a fait perdre une vingtaine de secondes. Suivent son coéquipier Elfyn Evans et Craig Breen.

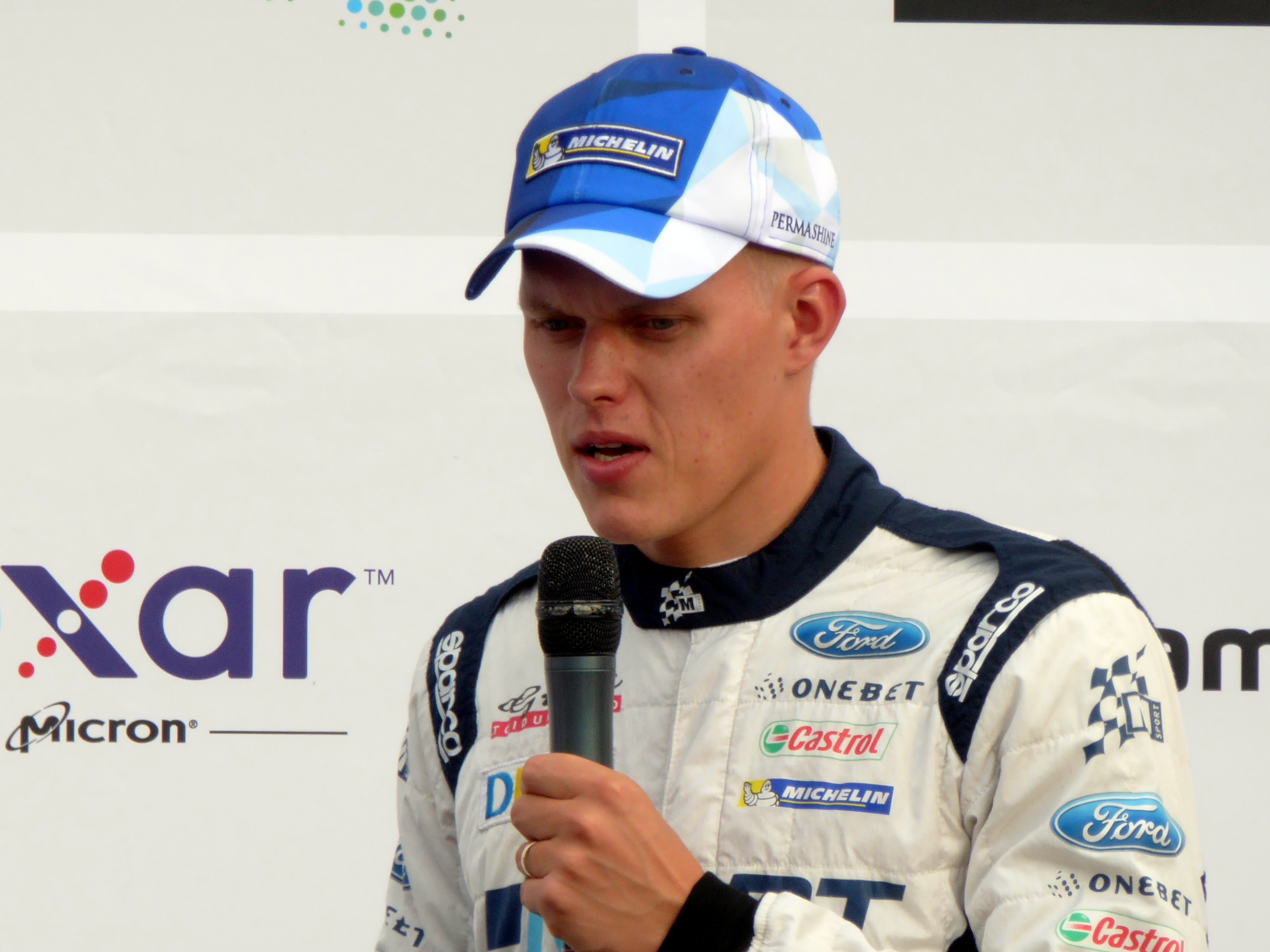
Ott Tänak, ici au début de son rallye victorieux.

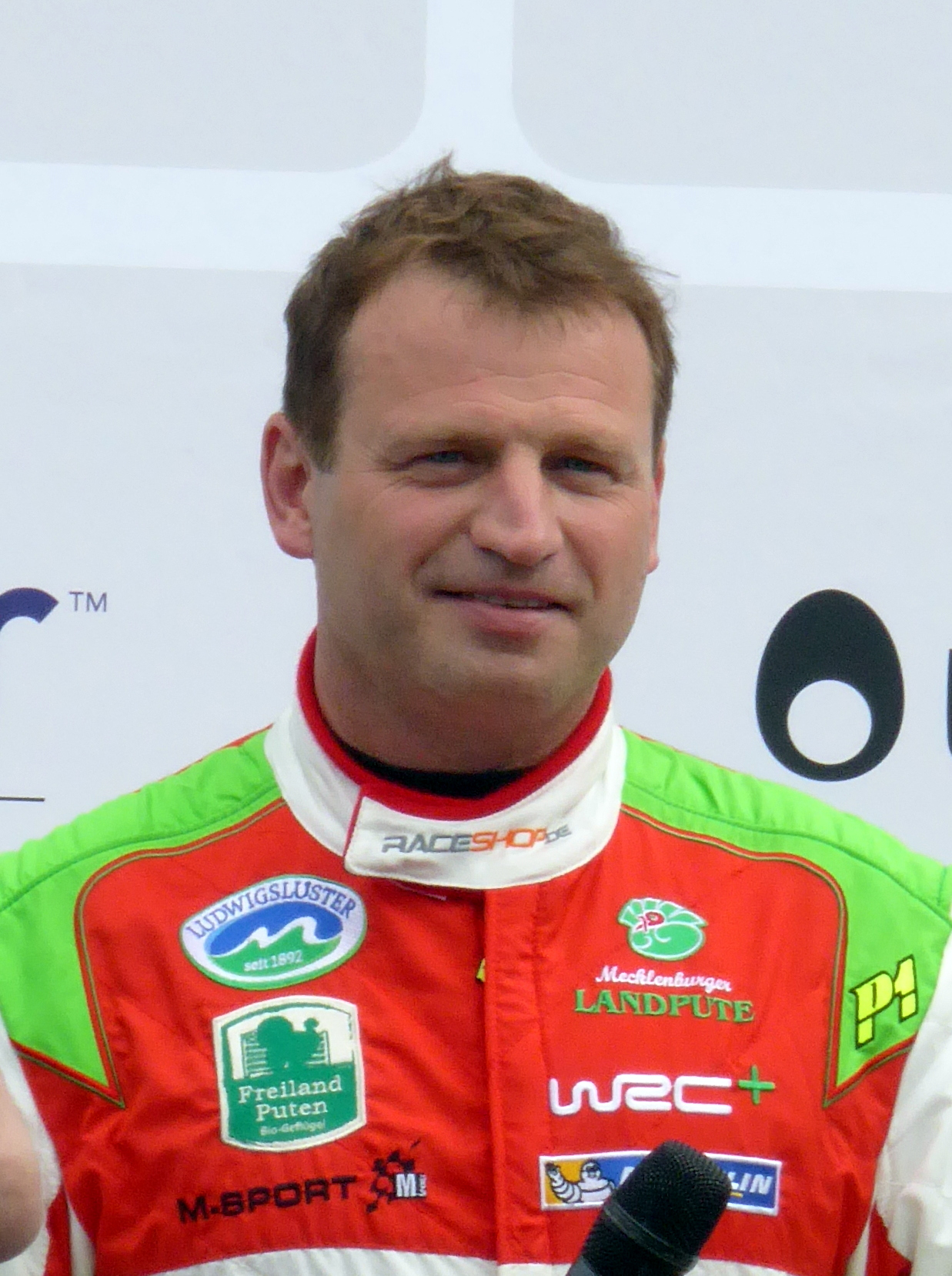
Armin Kremer, ici au début du rallye, signe un bon résultat à domicile.

La journée du samedi, disputée sous le soleil, est la plus chargée du rallye, avec un peu plus de 145 km chronométrés sur neuf spéciales. Elle débute par la super-spéciale de l'Arena Panzerplatte tracée dans le camp militaire de Baumholder, qui bien que courte, est fatale à Thierry Neuville, qui est touché par une casse mécanique l'obligeant à se retirer. Vient ensuite la dixième spéciale, Panzerplatte, la plus longue du rallye avec presque 42 km et 93 virages. Étant déjà sèche, les WRC équipées de gommes dures y sont les plus à l'aise, ce qui est le cas de Lappi et d'Hänninen, ce dernier signant le meilleur temps, devant Ogier et Tänak. La fin de la matinée est moins mouvementée, Mikkelsen remporte la dernière spéciale après avoir perdu une dizaine de secondes dans un tête à queue durant la spéciale précédente. Après cette dernière spéciale, Tänak est toujours en tête avec une avance sur Mikkelsen qui a grandi à 23 s, Ogier est lui troisième à une trentaine de secondes.
Les trois premières spéciales de l'après-midi sont remportées par Daniel Sordo, tandis que Kris Meeke connaît un problème moteur le contraignant à se retirer. À noter le calage de Mikkelsen au départ de l'ES14. C'est ensuite Ogier qui signe un meilleur temps, puis Jari-Matti Latvala lors de la dernière spéciale du jour, où les fortes pluies font leur retour. Ott Tänak, qui commence à gérer son avance, est solide leader samedi soir, précédant de 21 s 4 Mikkelsen et de 29 s 6 Ogier. Elfyn Evans est quatrième et Juho Hänninen cinquième.
L'ultime journée du rallye propose quatre spéciales. Les écarts étant faits, la plupart des pilotes réservent l'attaque pour la dernière spéciale où 15 points sont à prendre. Ainsi, Esapekka Lappi et Craig Breen signent chacun leur premier scratch de l'épreuve. C'est finalement Daniel Sordo qui remporte la dernière spéciale et les cinq points, Sébastien Ogier en empoche deux en terminant quatrième. Additionnés aux 15 points de la troisième place et au score vierge du rival au championnat Thierry Neuville, le Français reprend le commandement du championnat avec 177 points contre 160 pour le Belge. Ott Tänak et Martin Järveoja s'adjugent eux le rallye, ce qui constitue leur deuxième victoire en WRC. Andreas Mikkelsen reste deuxième de l'épreuve, le premier pilote Hyundai est Hayden Paddon, classé au huitième rang derrière les trois Ford Fiesta WRC. Ce rallye est donc aussi une bonne opération au championnat constructeurs pour M-Sport qui augmente son avance sur le constructeur Coréen qui reste toutefois deuxième. À noter la neuvième place de l’Allemand Armin Kremer ; Éric Camilli est vainqueur en WRC-2 en pointant à la dixième place du rallye.

## Résultats

### Classement final

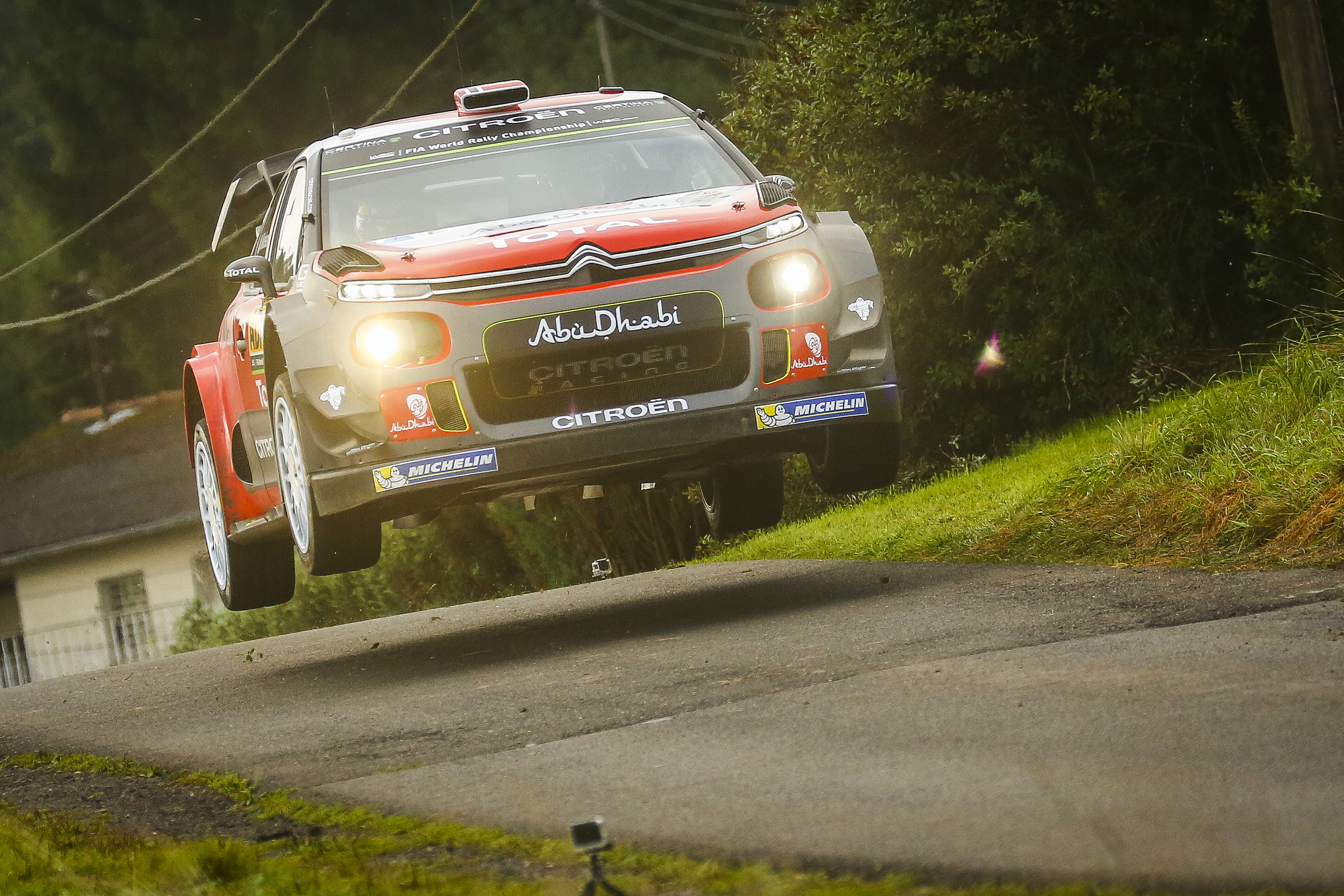
Andreas Mikkelsen, ici durant le rallye, termine ce dernier à la deuxième place.

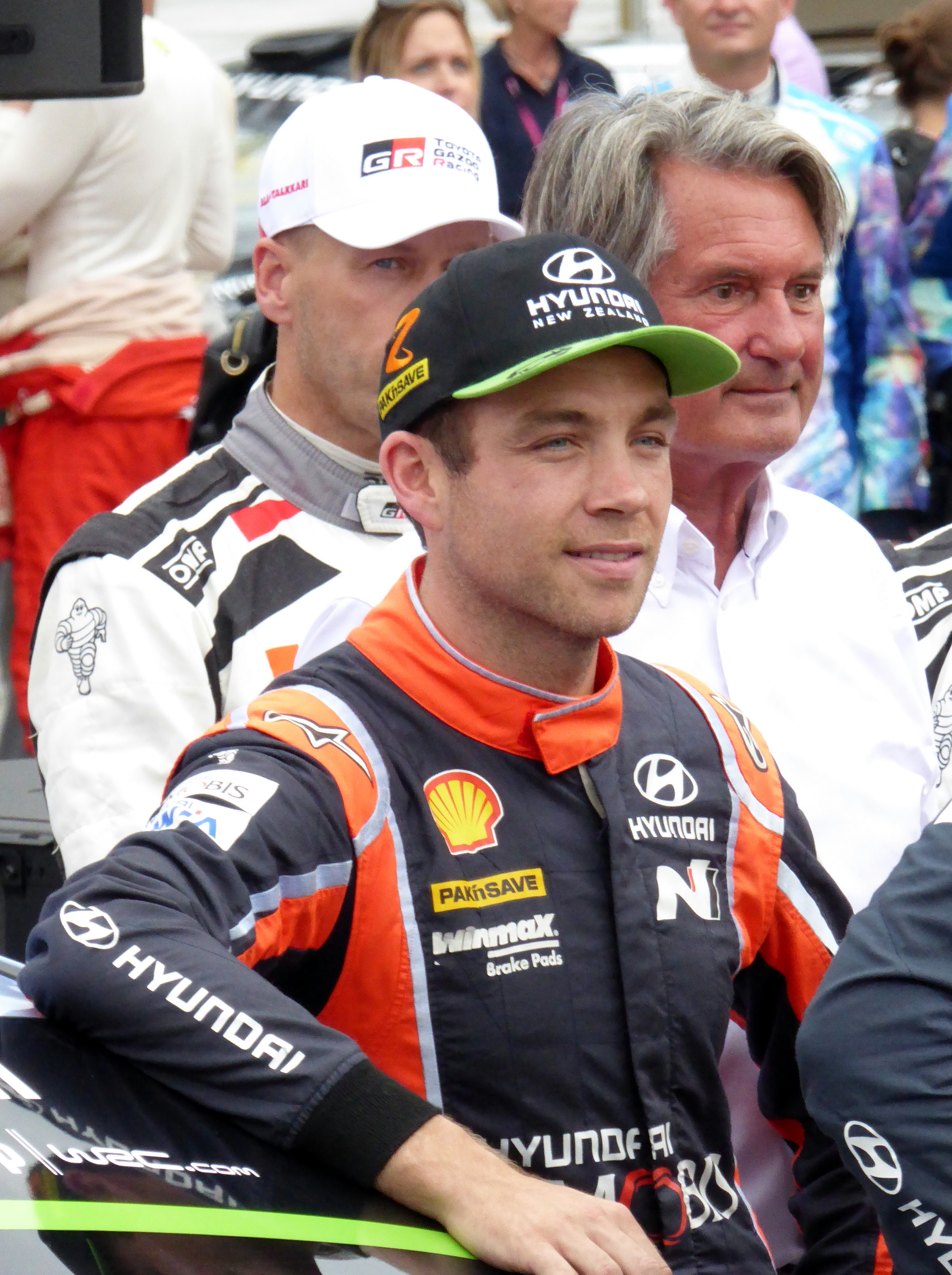
À domicile, Hyundai réalise une mauvaise opération avec pour meilleur pilote Hayden Paddon, ici au début du rallye, qui ne termine que huitième.

| Pos.               | no                 | Pilote             | Copilote           | Équipe                      | Voiture               | Classe             | Temps              | Diff.              | Points             |
| Classement général | Classement général | Classement général | Classement général | Classement général          | Classement général    | Classement général | Classement général | Classement général | Classement général |
| ------------------ | ------------------ | ------------------ | ------------------ | --------------------------- | --------------------- | ------------------ | ------------------ | ------------------ | ------------------ |
| 1                  | 2                  | Ott Tänak          | Martin Järveoja    | M-Sport World Rally Team    | Ford Fiesta WRC       | WRC                | 2 h 57 min 31 s 7  | 0 s 0              | 25                 |
| 2                  | 7                  | Andreas Mikkelsen  | Anders Jæger       | Citroën Total Abu Dhabi WRT | Citroën C3 WRC        | WRC                | 2 h 57 min 48 s 1  | +16 s 4            | 18                 |
| 3                  | 1                  | Sébastien Ogier    | Julien Ingrassia   | M-Sport World Rally Team    | Ford Fiesta WRC       | WRC                | 2 h 58 min 02 s 1  | +30 s 4            | 17                 |
| 4                  | 11                 | Juho Hänninen      | Kaj Lindström      | Toyota Gazoo Racing WRT     | Toyota Yaris WRC      | WRC                | 2 h 59 min 20 s 9  | +1 min 49 s 2      | 12                 |
| 5                  | 9                  | Craig Breen        | Scott Martin       | Citroën Total Abu Dhabi WRT | Citroën C3 WRC        | WRC                | 2 h 59 min 33 s 2  | +2 min 01 s 5      | 11                 |
| 6                  | 3                  | Elfyn Evans        | Daniel Barritt     | M-Sport World Rally Team    | Ford Fiesta WRC       | WRC                | 2 h 59 min 35 s 1  | +2 min 03 s 4      | 8                  |
| 7                  | 10                 | Jari-Matti Latvala | Miikka Anttila     | Toyota Gazoo Racing WRT     | Toyota Yaris WRC      | WRC                | 3 h 01 min 29 s 9  | +3 min 58 s 2      | 9                  |
| 8                  | 4                  | Hayden Paddon      | Sebastian Marshall | Hyundai Motorsport          | Hyundai i20 Coupe WRC | WRC                | 3 h 02 min 04 s 1  | +4 min 32 s 4      | 4                  |
| 9                  | 14                 | Armin Kremer       | Pirmin Winklhofer  | M-Sport World Rally Team    | Ford Fiesta WRC       | WRC                | 3 h 07 min 51 s 1  | +10 min 19 s 4     | 2                  |
| 10                 | 39                 | Eric Camilli       | Benjamin Veillas   | M-Sport World Rally Team    | Ford Fiesta R5        | WRC-2              | 3 h 08 min 16 s 0  | +10 min 44 s 3     | 1                  |
| 21                 | 12                 | Esapekka Lappi     | Janne Ferm         | Toyota Gazoo Racing WRT     | Toyota Yaris WRC      | WRC                | 3 h 15 min 36 s 9  | +18 min 05 s 2     | 4                  |
| 34                 | 6                  | Dani Sordo         | Marc Martí         | Hyundai Motorsport          | Hyundai i20 Coupe WRC | WRC                | 3 h 32 min 50 s 7  | +35 min 19 s 0     | 5                  |
| WRC-2              |                    |                    |                    |                             |                       |                    |                    |                    |                    |
| 1 (10.)            | 39                 | Eric Camilli       | Benjamin Veillas   | M-Sport World Rally Team    | Ford Fiesta R5        | WRC-2              | 3 h 08 min 16 s 0  | 0 s 0              | 25                 |
| 2 (11.)            | 34                 | Jan Kopecký        | Pavel Dresler      | Škoda Motorsport            | Škoda Fabia R5 (en)   | WRC-2              | 3 h 09 min 04 s 1  | +48 s 1            | 18                 |
| 3 (12.)            | 32                 | Pontus Tidemand    | Jonas Andersson    | Škoda Motorsport            | Škoda Fabia R5 (en)   | WRC-2              | 3 h 10 min 06 s 7  | +1 min 50 s 7      | 15                 |
| Source             |                    |                    |                    |                             |                       |                    |                    |                    |                    |

### Spéciales chronométrées
| Étape   | Spéciale | Nom                               | Longueur | Vainqueur          | Voiture               | Temps         | Meneur du rallye  |
| ------- | -------- | --------------------------------- | -------- | ------------------ | --------------------- | ------------- | ----------------- |
| Étape 1 | SS1      | SSS Saarbrücken                   | 2,05 km  | Jan Kopecký        | Škoda Fabia R5 (en)   | 2 min 05 s 9  | Jan Kopecký       |
| Étape 1 | SS2      | SSS Wadern-Weiskirchen 1          | 9,27 km  | Dani Sordo         | Hyundai i20 Coupe WRC | 5 min 12 s 2  | Dani Sordo        |
| Étape 1 | SS3      | Mittelmosel 1                     | 22,00 km | Ott Tänak          | Ford Fiesta WRC       | 13 min 00 s 3 | Ott Tänak         |
| Étape 1 | SS4      | Grafschaft 1                      | 18,35 km | Andreas Mikkelsen  | Citroën C3 WRC        | 10 min 50 s 3 | Andreas Mikkelsen |
| Étape 1 | SS5      | SSS Wadern-Weiskirchen 2          | 9,27 km  | Thierry Neuville   | Hyundai i20 Coupe WRC | 5 min 15 s 9  | Andreas Mikkelsen |
| Étape 1 | SS6      | Mittelmosel 2                     | 22,00 km | Ott Tänak          | Ford Fiesta WRC       | 13 min 31 s 5 | Andreas Mikkelsen |
| Étape 1 | SS7      | Grafschaft 2                      | 18,35 km | Ott Tänak          | Ford Fiesta WRC       | 11 min 15 s 4 | Ott Tänak         |
| Étape 1 | SS8      | SSS Wadern-Weiskirchen 3          | 9,27 km  | Jari-Matti Latvala | Toyota Yaris WRC      | 5 min 54 s 9  | Ott Tänak         |
| Étape 2 | SS9      | SSS Arena Panzerplatte 1          | 2,87 km  | Ott Tänak          | Ford Fiesta WRC       | 1 min 45 s 5  | Ott Tänak         |
| Étape 2 | SS10     | Panzerplatte 1                    | 41,97 km | Juho Hänninen      | Toyota Yaris WRC      | 24 min 39 s 7 | Ott Tänak         |
| Étape 2 | SS11     | Freisen 1                         | 14,78 km | Ott Tänak          | Ford Fiesta WRC       | 8 min 59 s 9  | Ott Tänak         |
| Étape 2 | SS12     | Römerstraße 1                     | 12,28 km | Andreas Mikkelsen  | Citroën C3 WRC        | 6 min 13 s 9  | Ott Tänak         |
| Étape 2 | SS13     | SSS Arena Panzerplatte 2          | 2,87 km  | Dani Sordo         | Hyundai i20 Coupe WRC | 1 min 43 s 3  | Ott Tänak         |
| Étape 2 | SS14     | SSS Arena Panzerplatte 3          | 2,87 km  | Dani Sordo         | Hyundai i20 Coupe WRC | 1 min 43 s 4  | Ott Tänak         |
| Étape 2 | SS15     | Panzerplatte 2                    | 41,97 km | Dani Sordo         | Hyundai i20 Coupe WRC | 23 min 52 s 0 | Ott Tänak         |
| Étape 2 | SS16     | Freisen 2                         | 14,78 km | Sébastien Ogier    | Ford Fiesta WRC       | 8 min 44 s 8  | Ott Tänak         |
| Étape 2 | SS17     | Römerstraße 2                     | 12,28 km | Jari-Matti Latvala | Toyota Yaris WRC      | 6 min 12 s 0  | Ott Tänak         |
| Étape 3 | SS18     | Losheim am See 1                  | 13,02 km | Juho Hänninen      | Toyota Yaris WRC      | 6 min 32 s 0  | Ott Tänak         |
| Étape 3 | SS19     | St. Wendeler Land 1               | 12,95 km | Esapekka Lappi     | Toyota Yaris WRC      | 6 min 22 s 5  | Ott Tänak         |
| Étape 3 | SS20     | Losheim am See 2                  | 13,02 km | Craig Breen        | Citroën C3 WRC        | 6 min 29 s 4  | Ott Tänak         |
| Étape 3 | SS21     | St. Wendeler Land 2 (Power Stage) | 12,95 km | Dani Sordo         | Hyundai i20 Coupe WRC | 6 min 17 s 3  | Ott Tänak         |

### Super spéciale
La super spéciale est une spéciale de 12,95 km courue à la fin du rallye.
| Pos. | Pilote             | Copilote         | Équipe                | Temps        | Différence | Points |
| ---- | ------------------ | ---------------- | --------------------- | ------------ | ---------- | ------ |
| 1    | Dani Sordo         | Marc Martí       | Hyundai i20 Coupe WRC | 6 min 17 s 3 |            | 5      |
| 2    | Esapekka Lappi     | Janne Ferm       | Toyota Yaris WRC      | 6 min 17 s 5 | +0 s 2     | 4      |
| 3    | Jari-Matti Latvala | Miikka Anttila   | Toyota Yaris WRC      | 6 min 19 s 9 | +2 s 6     | 3      |
| 4    | Sébastien Ogier    | Julien Ingrassia | Ford Fiesta WRC       | 6 min 20 s 0 | +2 s 7     | 2      |
| 5    | Craig Breen        | Scott Martin     | Citroën C3 WRC        | 6 min 20 s 2 | +2 s 9     | 1      |

## Classements au championnat après l'épreuve
|   | Pos. | Pilote             | Points |
| - | ---- | ------------------ | ------ |
| 1 | 1    | Sébastien Ogier    | 177    |
| 1 | 2    | Thierry Neuville   | 160    |
|   | 3    | Ott Tänak          | 144    |
|   | 4    | Jari-Matti Latvala | 123    |
|   | 5    | Dani Sordo         | 89     |

|  | Pos. | Constructeur                | Points |
|  | ---- | --------------------------- | ------ |
|  | 1    | M-Sport World Rally Team    | 325    |
|  | 2    | Hyundai Motorsport          | 261    |
|  | 3    | Toyota Gazoo Racing WRT     | 213    |
|  | 4    | Citroën Total Abu Dhabi WRT | 163    |